# Oculatie

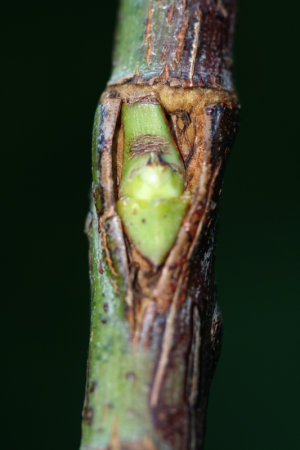
Geoculeerde roos

Oculatie of oogenten is een methode voor het vegetatief vermeerderen van planten, bijvoorbeeld rozen. Hierbij wordt het tamme oculatiehout op een wilde onderstam geplaatst. Bij het oculeren snijdt men van het tamme hout de ogen af en plaatst deze op de wilde planten. In de wilde planten wordt een T-sneetje gemaakt waar vervolgens het oogje in wordt geplaatst. Oculeren moet niet verward worden met enten.